# August von Mackensen

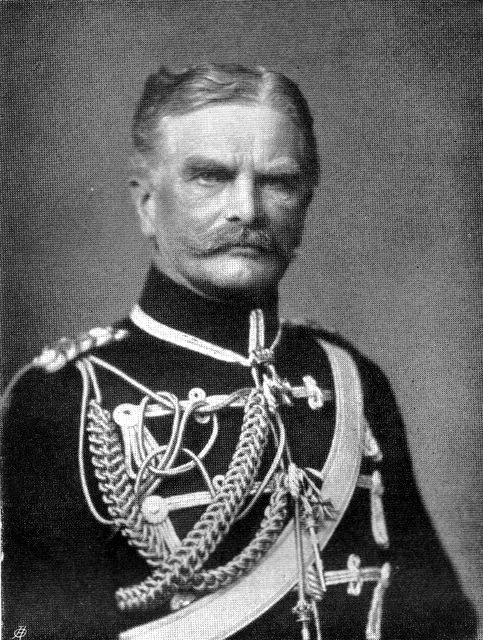
August von Mackensen

Anton Ludwig Friedrich August Mackensen, ab 1899 von Mackensen (* 6. Dezember 1849 in Leipnitz; † 8. November 1945 in Burghorn), war ein preußischer Generalfeldmarschall. Aus bürgerlichen Verhältnissen stammend, stieg er als Offizier bis zum Adjutanten des Kaisers Wilhelm II. auf und wurde von diesem 1899 geadelt. Im Ersten Weltkrieg war er ein erfolgreicher Heerführer und wurde in der Zeit des Nationalsozialismus vom NS-Regime als Anhänger Adolf Hitlers für Propagandazwecke eingesetzt.

## Leben

### Jugend und Ausbildung
August Mackensen wurde im Dezember 1849 als Sohn des Gutsverwalters Ludwig Mackensen (1817–1890) und seiner Frau Marie (geborene Rink, 1824–1916) in der preußischen Provinz Sachsen geboren. Nach dem Besuch der Dahlenberger Dorfschule wechselte er 1859 auf das staatliche Gymnasium in Torgau. Mackensen erhielt dort auch Klavierunterricht und wirkte in Theateraufführungen mit. 1865 wechselte er auf ein Realgymnasium der Franckeschen Stiftung in Halle. Die Schule hieß von 1939 bis 1945 Mackensen-Schule. 1866 wurde er konfirmiert.
Ostern 1868 verließ er nach der Unterprima auf Druck seines Vaters die Schule, um bei ihm in die Lehre zum Landwirt zu gehen. Wegen seiner schwachen Konstitution wurde er zunächst vom Militärdienst ausgemustert, 1869 aber doch für tauglich befunden und trat als Einjährig-Freiwilliger in das 2. Leib-Husaren-Regiment „Königin Viktoria von Preußen“ Nr. 2 in Lissa in der Provinz Posen ein.
Vor dem Deutsch-Französischen Krieg 1870/1871 begann er zunächst ein Studium der Agrarwissenschaft an der Martin-Luther-Universität in Halle, unter anderem bei Julius Kühn. Dort schloss Mackensen sich auch der ALV Agronomia, später Corps Agronomia, an. Er hörte auch Geschichte bei Gustav Droysen.
Nach der Rückkehr aus dem Krieg studierte Mackensen ab Oktober 1871 zunächst weiter, persönliches Interesse leitete ihn jedoch nach den Kriegserfahrungen, sich mit Heereskunde zu befassen. So wandte er sich vom Beruf des Landwirtes ab, brach im Frühling 1873 sein Studium ab und wurde Berufssoldat.
1898 begründete er die Deutsche Gesellschaft für Heereskunde mit und wurde ihr Ehrenvorsitzender.

### Militärkarriere

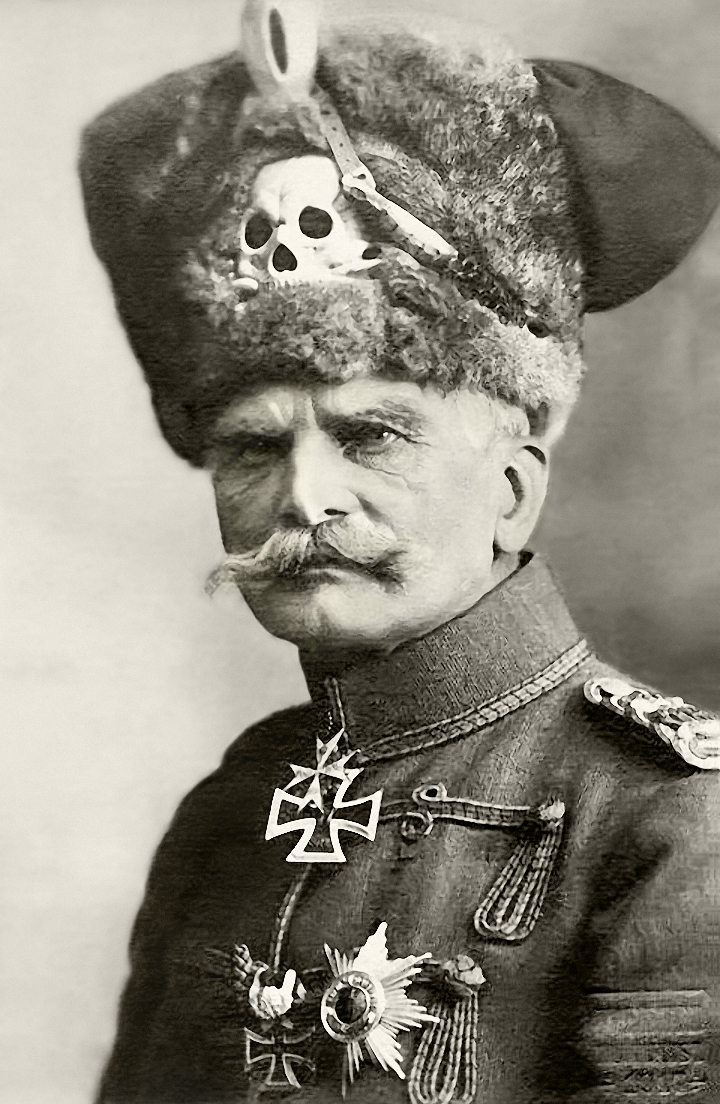
August von Mackensen in der Uniform des 1. Leib-Husaren-Regiments Nr. 1

Im Deutsch-Französischen Krieg 1870/71 diente Mackensen als Reserveoffizieranwärter. Für einen wagemutigen Erkundungsritt bei Toury in der Nähe von Orléans erhielt er im Oktober 1870 aus den Händen seines Divisionskommandeurs Prinz Albrecht von Preußen das Eiserne Kreuz II. Klasse. Im Dezember wurde er zum Leutnant befördert.
1873 setzte er seine Militärlaufbahn als Berufsoffizier fort. Sein Fleiß und Ehrgeiz schlugen sich in positiven Qualifikationsberichten nieder. Mackensen verstand es, Vorgesetzte für sich zu gewinnen. Als weiteres Mittel für sein berufliches Fortkommen erwiesen sich seine militärhistorischen Schriften. Sein 1877 veröffentlichtes Werk Das 2. Leib-Husaren-Regiment Nr. 2 im Kriege gegen Frankreich wurde positiv aufgenommen.
1877 wurde er zur Garnison nach Königsberg versetzt. Dort lernte er Dorothea von Horn kennen, deren im Krieg verstorbenen Bruder Georg von Horn Mackensen in seinem Buch gewürdigt hatte. Mitte 1878 wurde Mackensen zum Premierleutnant befördert. Am 14. Mai 1879 verlobte er sich mit Dorothea von Horn, am 21. November desselben Jahres wurde das Paar getraut. Das Einheiraten in die einflussreiche adelige Familie – Dorotheas Vater Karl von Horn (1807–1889) war Oberpräsident der Provinz Ostpreußen – half seinem gesellschaftlichen und beruflichen Fortkommen.
Ohne die Kriegsakademie besucht zu haben, wurde Mackensen 1880 in den Generalstab beordert und 1882 zum Großen Generalstab versetzt. Im Jahr 1891 stieg er zum Ersten Adjutanten des damaligen Chefs des Generalstabs Alfred von Schlieffen auf. Am 17. Juni 1893 wurde er mit der Führung des 1. Leibhusaren-Regiments beauftragt und ein halbes Jahr später am 27. Januar 1894 unter Beförderung zum Oberstleutnant zum Kommandeur des Regiments ernannt. 1898 wurde er Flügeladjutant und 1903 Generaladjutant von Kaiser Wilhelm II. sowie zwischenzeitlich Mitte April 1900 zum Generalmajor befördert. 1901 übernahm Mackensen das Kommando der neu gebildeten Leib-Husaren-Brigade in Danzig-Langfuhr, nachdem er zuvor das Leibhusaren-Regiment kommandiert hatte. 1911 übergab er dieses Kommando an Kronprinz Wilhelm, doch wurde es Mackensen auf Lebenszeit erlaubt, weiterhin die Uniform des 1. Leib-Husaren-Regiments Nr. 1 zu tragen. Am 11. September 1903 wurde er zum Generalleutnant und Kommandeur der 36. Division in Danzig ernannt. Am 27. Januar 1908 stieg er zum General der Kavallerie und zum Kommandierenden General des XVII. Armee-Korps auf.

### Heerführer im Ersten Weltkrieg

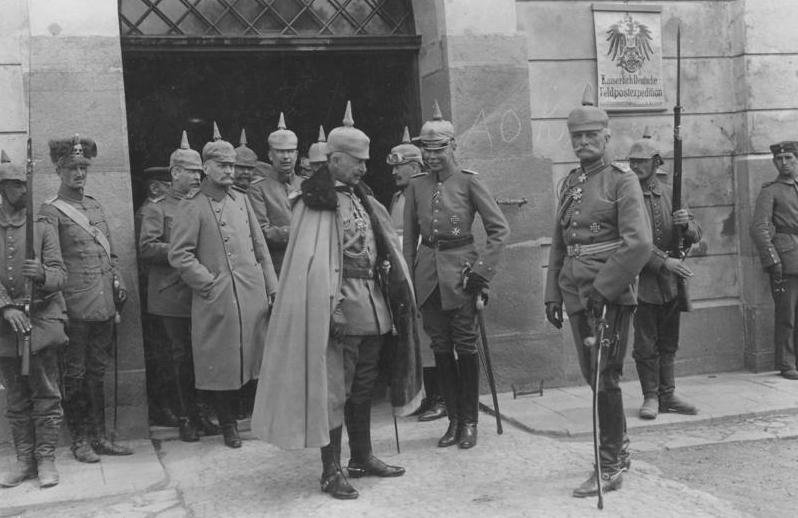
Mackensen mit Kaiser Wilhelm II. an der Ostfront, 1915

An der Kriegführung der Mittelmächte im Ersten Weltkrieg hatte Mackensen großen Anteil. Gemeinsam mit seinem Stabschef Hans von Seeckt galt er als Architekt der strategisch wichtigen Siege von Gorlice-Tarnów, Brest-Litowsk, Pinsk, Belgrad und Rumänien.

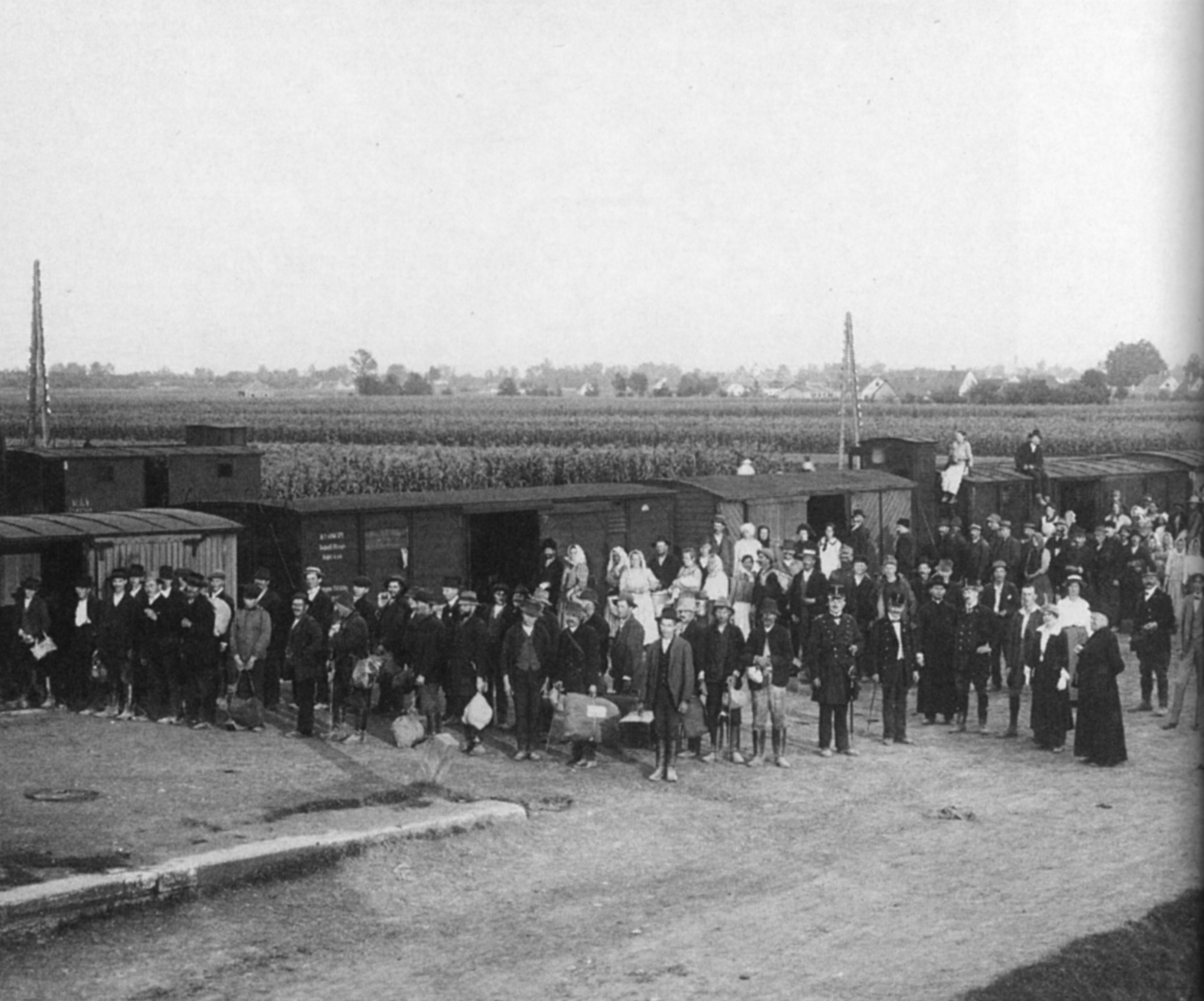
Flüchtlings- und Evakuierungstransport aus Serbien in Leibnitz, 1914

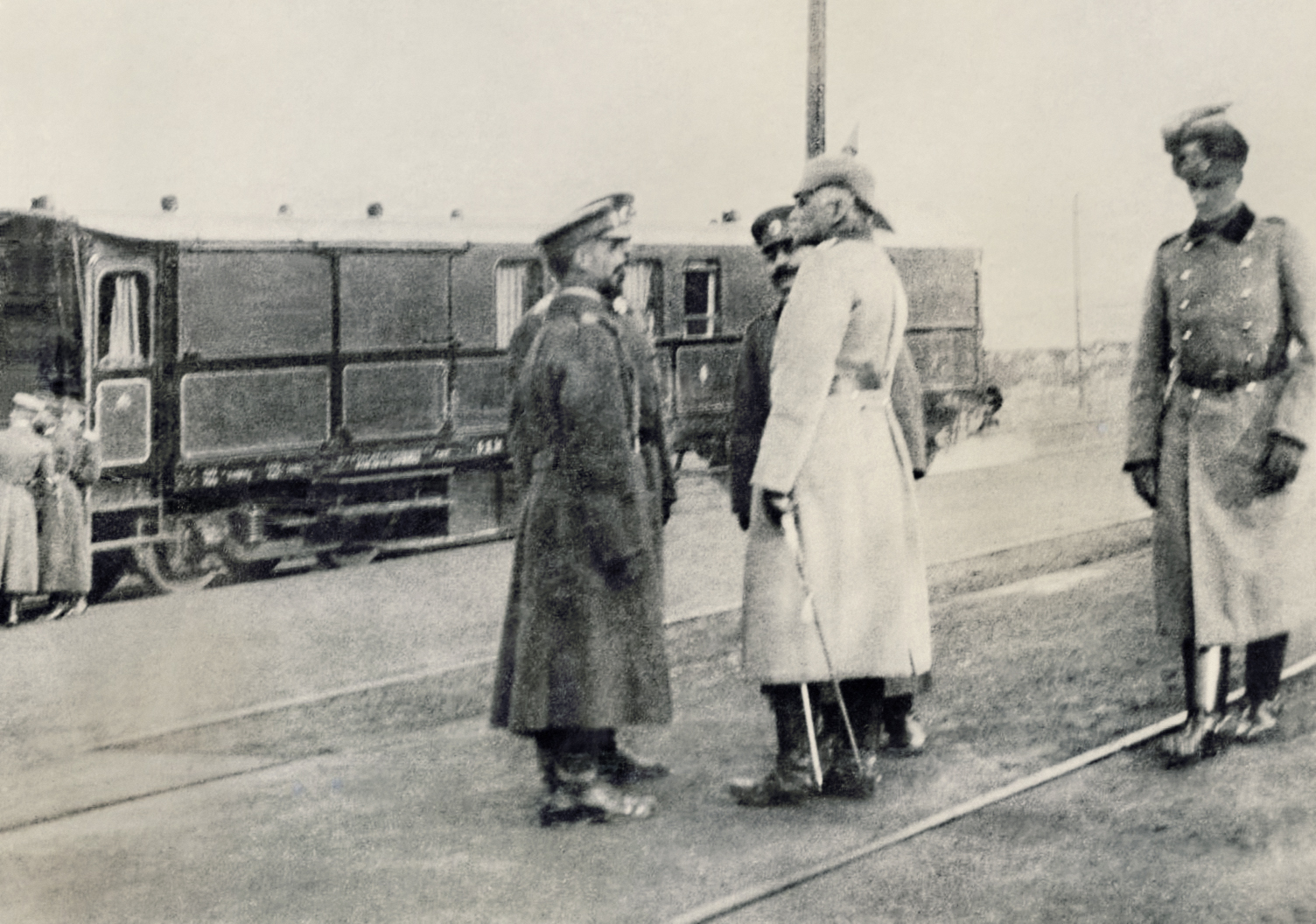
Mit bulgarischen Offizieren beim Empfang des deutschen Kaisers in Niš, um 1916

Bei Kriegsbeginn (Ende Juli / Anfang August) war Mackensen zunächst in Ostpreußen Kommandeur des XVII. Armee-Korps. Dieses erlitt in der Schlacht bei Gumbinnen (19. bis 20. August 1914) schwere Verluste (über 9000 Mann in nur zwei Stunden). Er selbst sprach in seinen Erinnerungen von „Massenmord“ und „Massenschlächterei“.
In der anschließenden Schlacht bei Tannenberg war Mackensens Korps an entscheidender Stelle an der Umfassung der russischen 2. Armee beteiligt:
Am ersten Tag der Schlacht (26. August 1914) nutzten das Korps von Mackensen (35. und 36. Division) und das Korps von Otto von Below (1. und 36. Reserve-Division) ihre lokale Überlegenheit von zwei zu eins aus und zwangen im Gefecht am Bössauer See das russische Korps zu einem ungeordneten Rückzug.
Am 27. August trieb nur noch Mackensens Korps (XVII.) weiterhin die östliche Umfassung im Raum westlich von Ortelsburg nach Süden voran. Am 28. wurde die russische 2. Armee eingekesselt. Der russische Oberbefehlshaber, General Alexander Wassiljewitsch Samsonow, erschoss sich am 30. August 1914. Am gleichen Tag endete die Schlacht; Ostpreußen war befreit. Der Sieg wurde von der deutschen Kriegspropaganda propagandistisch überhöht.
Ab 1. November 1914 kommandierte Mackensen die 9. Armee. Er erhielt am 16. April 1915 den Oberbefehl über die neu gebildete 11. Armee. Mit dieser nahm er im Sommer 1915 an der Offensive in Polen teil. In der Schlacht bei Gorlice-Tarnów (1. bis 3. Mai 1915) gelang seiner Armee ein überraschender Durchbruch durch die westgalizische Front der Russen; im Juni erzielte er einen weiteren Durchbruch bei Gródek und Magierów. Nach der Rückeroberung von Lemberg zum Generalfeldmarschall ernannt, nahm er im Sommer 1915 mit der nach ihm benannten Heeresgruppe an der weiteren Offensive in Polen teil.

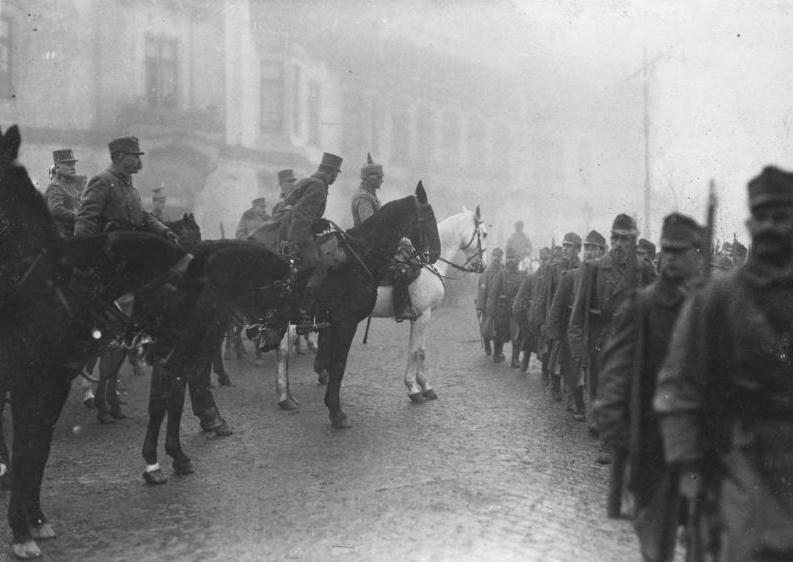
Mackensen nimmt nach der Einnahme von Bukarest eine Parade österreichisch-ungarischer Truppen ab, Dezember 1916

Die ersten Offensiven der österreichisch-ungarischen Armee im Feldzug der Mittelmächte gegen Serbien (Serbienfeldzug 1914) scheiterten am erbitterten serbischen Widerstand, besonders in der Schlacht von Cer und Schlacht an der Kolubara. Erst der von Mackensen geführten Heeresgruppe gelang es, im Dezember 1914 die serbische Hauptstadt Belgrad kurzzeitig einzunehmen.
Am 27. August 1916 trat Rumänien in den Ersten Weltkrieg ein. Es verlor bis zum Jahresende 1916 die Walachei mit der Hauptstadt Bukarest und die Rumänen wurden bis zum Jahresende an den Fluss Moldova zurückgedrängt (siehe Heeresgruppe Mackensen #Rumänien).
Die letzten zwei Jahre des Krieges verbrachte er dort als Militärgouverneur und bewahrte so trotz des schlussendlich verlorenen Krieges seinen Nimbus als unbesiegter Heerführer. Seine militärischen Erfolge brachten ihm den respektvollen Spitznamen „(Neuer) Marschall Vorwärts“ ein, in Anlehnung an Gebhard Leberecht von Blücher, der diesen Namen in den Befreiungskriegen gegen Napoleon Bonaparte erhalten hatte und zu dem er auch eine gewisse physiognomische Ähnlichkeit besaß.

## Weimarer Zeit und Nationalsozialismus
Bei Kriegsende wurde von Mackensen in Ungarn und Saloniki interniert. Im Dezember 1919 kehrte er ins nunmehr republikanische Deutschland zurück, nahm seinen Abschied aus der Armee und engagierte sich in verschiedenen Organisationen mit meist militärischer Ausrichtung. Während er als treuer Monarchist der aufkommenden Ideologie des Nationalsozialismus ähnlich ablehnend gegenüberstand wie der parlamentarischen Demokratie der Weimarer Republik, waren ihm Adolf Hitler als Person sowie dessen Erfolge bei der „Revision“ des Vertrags von Versailles ausgesprochen sympathisch.

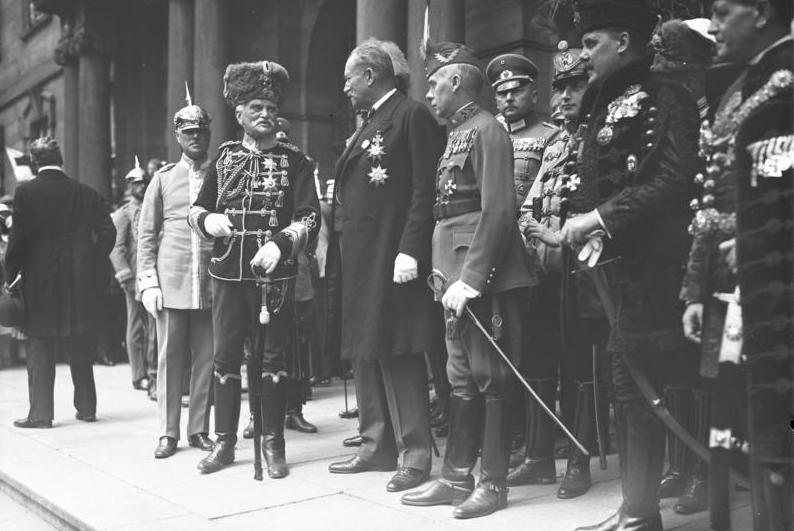
August von Mackensen am Waffentag der Kavallerie in Dresden, 1931

Als konservativer Vertreter der alten Ordnung stand Mackensen der Republik ablehnend gegenüber. Auch war er zweifellos alles andere als ein Demokrat. Wie fast alle deutschen Heerführer des Weltkriegs gab er die Schuld an der Niederlage den politischen Gegnern (Dolchstoßlegende), anstatt die militärische Unterlegenheit einzuräumen. Er empfand Genugtuung angesichts der Ermordung Matthias Erzbergers, der von der Rechten für den Friedensvertrag von Versailles verantwortlich gemacht wurde („Den Schädling sind wir los“), und betrachtete die Überwindung der damals von vielen als Diktatfrieden empfundenen Bedingungen für den Friedensschluss als wichtigste Aufgabe deutscher Politik. Auf der Basis dieser Anhaltspunkte lässt sich Mackensens Gesinnung relativ eindeutig dem deutschnationalen Lager zuordnen.
Sein Verhältnis zu den Nationalsozialisten war zwiespältig. Wie vielen traditionsbewussten Verfechtern der alten preußischen Kultur war ihm das Gebaren und Auftreten der NSDAP ausgesprochen suspekt. In einem auffälligen Widerspruch dazu steht seine persönliche Bewunderung für Hitler, wodurch sich seine Haltung deutlich von der Paul von Hindenburgs unterschied. Wie dieser ließ er sich nach der Machtergreifung der Nationalsozialisten im Januar 1933 als Symbol des alten Preußens instrumentalisieren, ohne jedoch ausdrücklich für das neue Regime Partei zu ergreifen. Beim Tag von Potsdam am 21. März 1933 war Mackensen anwesend.

Mackensen bei einem Opernbesuch zwischen Führern von SA und SS

Die NS-Propaganda baute auf Mackensens enorme Popularität bei der Bevölkerung und benutzte ihn symbolträchtig, um eine Kontinuität zwischen der Kaiserzeit und dem Dritten Reich herzustellen. Der Ex-Militär nutzte seinen Einfluss und seine Stellung vereinzelt, um vom NS-Regime verfolgten Personen zu helfen. Insbesondere Repressalien gegenüber den Kirchen und ihren Vertretern, aber auch Gräueltaten der SS im Zweiten Weltkrieg in Polen bestürzten den frommen Protestanten Mackensen, brachten ihn aber nicht von seiner Bewunderung für Hitler ab. Die Inanspruchnahme durch die NS-Propaganda trug ihm den Spottnamen „Reichstafelaufsatz“ ein. Otto von Habsburg bezeichnete ihn als „Edel-Preußen“ des „Dritten Reiches“.

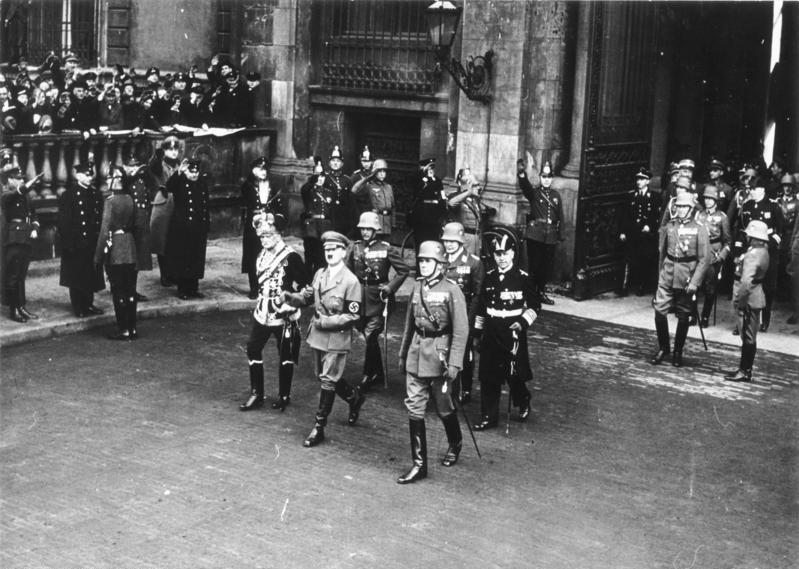
August von Mackensen und Hitler am Heldengedenktag in Berlin, 1935

Am 22. Oktober 1935 erhielt Mackensen die preußische Domäne Brüssow im Kreis Prenzlau per Gesetz von Hitler als Dotation übereignet. Diese hatte eine Fläche von mehr als 1231 Hektar Land „inklusive Wald von 150 und See von 300 Morgen“. Zudem erhielt er 350.000 Reichsmark als Bar-Dotation. Zusätzlich wurde er 1936 zum Chef des in der Garnison von Stolp stationierten Kavallerie-Regiments 5 ernannt, das die Tradition der preußischen Leibhusaren-Brigade fortführte.
Gegen gewalttätige Übergriffe der SA protestierte er mehrfach. Missstände, beispielsweise der Kirchenkampf, der mit seiner protestantischen Frömmigkeit unvereinbar war, waren in seinen Augen ausschließlich die Schuld von Hitlers Gefolgsleuten. Die Verantwortung des Diktators bestritt er hingegen. Mackensen fühlte sich der Bekennenden Kirche verbunden und intervenierte in einigen drastischen Fällen zugunsten von Pastoren. Auch schrieb er öffentliche Protestbriefe gegen Kriegsgräuel hinter den deutschen Linien in Polen. Anfang der 1940er Jahre verdächtigten Hitler und Goebbels Mackensen der Illoyalität, wollten aber nicht gegen ihn vorgehen.

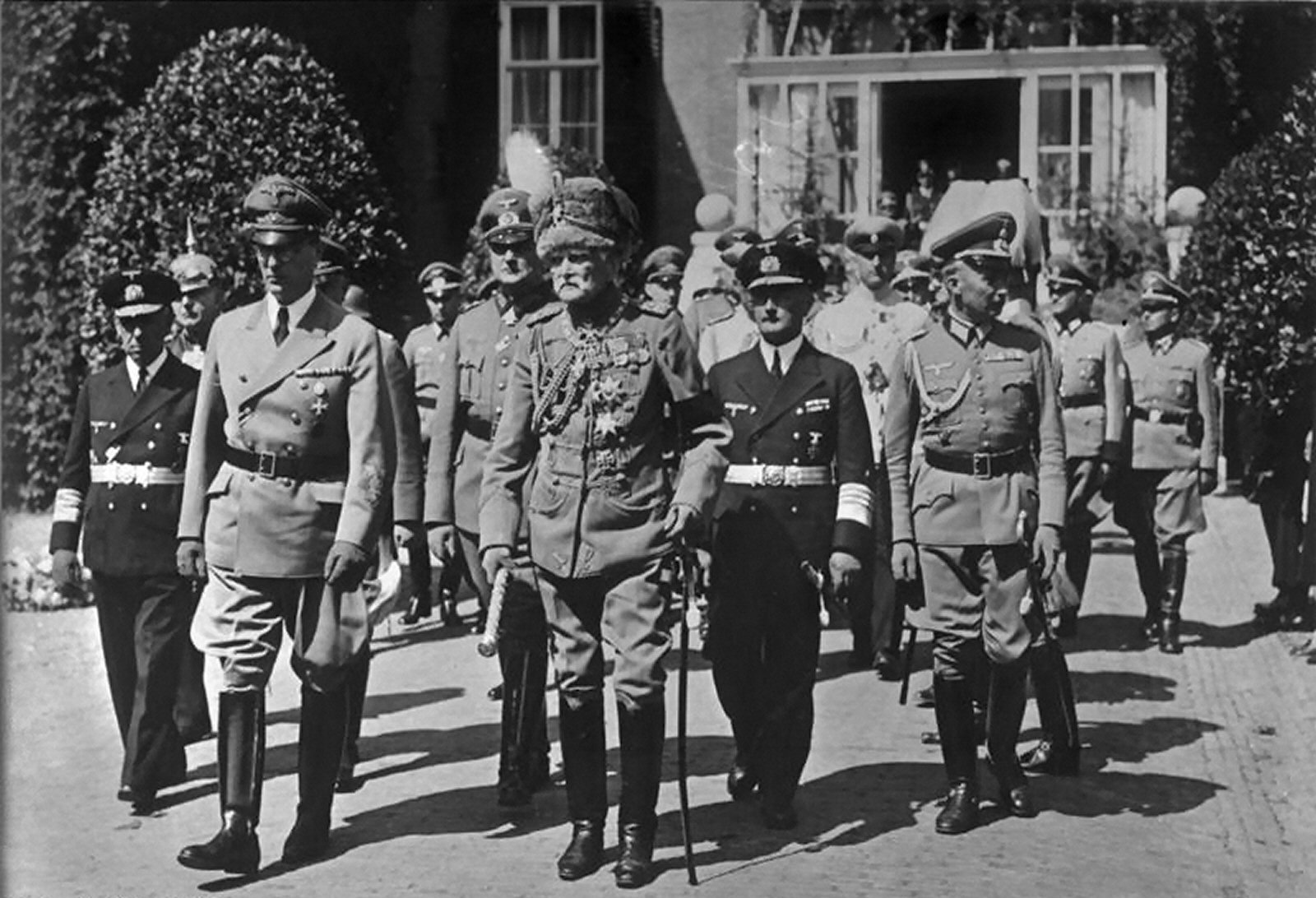
Mackensen bei der Beerdigung Kaiser Wilhelms II. in Doorn, 1941

Mackensen blieb bis zuletzt Monarchist. 1941 reiste er zur Beisetzung des letzten deutschen Kaisers Wilhelm II. nach Haus Doorn in die Niederlande und nahm in preußischer Husarenuniform an dem Begräbnis teil. Das Attentat auf Hitler im Juli 1944 durch Offiziere der Wehrmacht verurteilte er scharf („fluchwürdiges Attentat“). Noch im November 1944 richtete Mackensen als bereits 94-Jähriger einen Aufruf an die Jugend, um sie im Tonfall nationalsozialistischer Durchhaltepropaganda zu „Opferbereitschaft und Fanatismus“ zu ermahnen. An seiner Verehrung für Hitler änderte sich bis zu seinem Tode augenscheinlich nichts.
Anfang 1945 floh Mackensen mit seiner Frau vor der Roten Armee nach Niedersachsen und starb dort am 8. November 1945, knapp einen Monat vor seinem 96. Geburtstag. Er wurde auf dem Stadtfriedhof in Celle beigesetzt. Er hatte unter allen preußischen Generalfeldmarschällen das höchste Lebensalter erreicht und war einer von wenigen Offizieren des Deutsch-Französischen Kriegs, die das Ende des Zweiten Weltkriegs erlebten. Von den im Deutschen Heer dienenden Generalfeldmarschällen des Ersten Weltkriegs überlebte ihn lediglich Rupprecht von Bayern (1869–1955).

### Familie

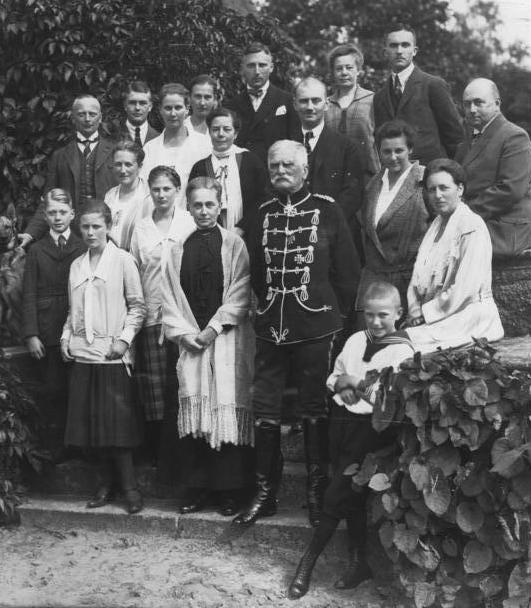
August von Mackensen mit Familie, 1929

1879 heiratete er Dorothea von Horn (1854–1905), mit der er fünf Kinder hatte:
- Else (1881/2–1888)
- Hans Georg (1883–1947), Staatssekretär
- Manfred (1886–1945), Regierungsrat
- Eberhard (1889–1969), Generaloberst
- Ruth (1897–1945)

Am 27. Januar 1899 wurde Mackensen durch Wilhelm II. an dessen 40. Geburtstag in den erblichen Adelsstand erhoben und hieß fortan von Mackensen.
Nach dem Tod seiner ersten Frau 1905 heiratete er 1908 58-jährig die halb so alte Leonie von der Osten (1878–1963). Diese Ehe blieb kinderlos und dauerte bis zu seinem Tod 1945.

## Ehrungen

### Orden und Ehrenzeichen
- Pour le Mérite mit Eichenlaub
  - 27. November 1914: Pour le Mérite für seine Leistungen an der russischen Front
  - 14. Juni 1915: Eichenlaub
- Großkomtur des Königlichen Hausordens von Hohenzollern im Jahre 1915
- 4. Juni 1915: Großkreuz des Militär-Max-Joseph-Ordens
- Schwarzer Adlerorden im August 1915
- 25. September 1915: Großkreuz des Königlich-Ungarischen Sankt Stephans-Ordens
- 6. Dezember 1915: Österreichisches Militärverdienstkreuz I. Klasse mit Brillanten
- 6. Dezember 1915: Kommandeur I. Klasse des Militär-St.-Heinrichs-Ordens
- 9. Januar 1917: Großkreuz des Eisernen Kreuzes
- Großkreuz des St. Alexander-Ordens mit Brillanten
- Großkreuz des Maria-Theresia-Ordens

### Ehrendoktorate
- Ehrendoktorwürde der Universität Halle-Wittenberg (Dr. sc. pol. h. c.)
- 29. Juni 1915: Ehrendoktorwürde der Königlich Technischen Hochschule zu Danzig (Dr.-Ing. e. h.)

### Sonstige Ehrungen
1911 wurde es Mackensen erlaubt, auf Lebenszeit die Uniform des 1. Leib-Husaren-Regiments Nr. 1 zu tragen. Dies war eine besondere Auszeichnung. Diese Uniform wurde später zu seinem Markenzeichen.
Am 27. April 1915 wurde er zum Chef des nach ihm benannten Infanterie-Regiments „Generalfeldmarschall von Mackensen“ (3. Westpreußisches) Nr. 129 ernannt.
Der erst 1925 fertiggebaute Raddampfer Stadt Wehlen wurde im Jahr 1916 in der Schiffswerft Laubegast unter dem Namen Generalfeldmarschall von Mackensen auf Kiel gelegt.
Am 21. April 1917 wurde die SMS Mackensen, das Typschiff einer neuen Klasse Großer Kreuzer, beim Stapellauf auf seinen Namen getauft.
Mackensen war Ehrenbürger zahlreicher Städte, etwa Danzig, Swinemünde, Heilsberg, Bütow und Tirnowo. 1915 wurde in Pommern die neugebildete Landgemeinde Mackensen nach ihm benannt. Die Oberrealschule der Franckeschen Stiftungen gab sich am 13. Mai 1939 den Namen Mackensen-Schule. Stiftische Oberschule für Jungen. In verschiedenen Städte wurden Straßen nach ihm benannt. Die Mackensenstraße im Berliner Bezirk Schöneberg wurde 1998 mit der Begründung, aufgrund von Forschungsergebnissen sei er als Wegbereiter des Nationalsozialismus anzusehen, in Else-Lasker-Schüler-Straße umbenannt. Der Platz vor dem Düsseldorfer Polizeipräsidium, welcher ab 1937 seinen Namen trug, wurde im Sommer 1945 in Erinnerung an einen zentralen Akteur des Widerstands der Aktion Rheinland gegen das NS-Regime in „Jürgensplatz“ umbenannt.

## Schriften
- Wolfgang Foerster (Hrsg. u. Bearb.): Mackensen: Briefe und Aufzeichnungen des Generalfeldmarschalls aus Krieg und Frieden. Bibliographisches Institut, Leipzig 1938.